# 季東魯
季東魯（？—？），字國望，號岱石，山東濟南府德州德平縣人，民籍，明朝政治人物。

## 生平
萬曆十年壬午科山東鄉試第二十一名，萬曆十一年（1583年）癸未科會試第三百三十二名，登二甲第四十二名進士。刑部觀政，十二年授兵部主事，十五年升员外郎，十六年升郎中，十七年升襄陽府知府。十八年丁憂，二十二年復補杭州府知府，二十六年升陕西副使，二十七年革任。

## 家族
曾祖季子安；祖父季効先，曾任壽官；父季守業。母劉氏。